# Bruty
Bruty este o comună slovacă, aflată în districtul Nové Zámky din regiunea Nitra. Localitatea se află la altitudinea de 155 m deasupra n.m., se întinde pe o suprafață de 20,53 km2 și în 2017 număra 599 de locuitori.

## Istoric
Localitatea Bruty este atestată documentar din 1223.

## Demografie
| An:                | 1994 | 2004   | 2014    | 2024 |
| ------------------ | ---- | ------ | ------- | ---- |
| Număr de persoane: | 734  | 681    | 605     | 605  |
| Diferență:         |      | −7,22% | −11,16% | +0%  |

| An:                | 2023 | 2024   |
| ------------------ | ---- | ------ |
| Număr de persoane: | 608  | 605    |
| Diferență:         |      | −0,49% |